# Neuilly-en-Sancerre
Neuilly-en-Sancerre ist eine französische Gemeinde mit 246 Einwohnern (Stand: 1. Januar 2022) im Département Cher in der Region Centre-Val de Loire. Sie gehört zum Arrondissement Bourges und zum Kanton Saint-Germain-du-Puy.

## Geografie
Etwa 32 Kilometer nordöstlich von Bourges gelegen befindet sich Neuilly-en-Sancerre in der Champagne berrichonne (im Berry). 
Umgeben wird Neuilly-en-Sancerre von den Nachbargemeinden Sens-Beaujeu im Norden und Nordosten, Crézancy-en-Sancerre im Osten, Neuvy-Deux-Clochers im Südosten und Süden, Humbligny im Süden und Südwesten sowie La Chapelotte im Westen und Nordwesten. 

## Bevölkerungsentwicklung
| Jahr                       | 1962 | 1968 | 1975 | 1982 | 1990 | 1999 | 2006 | 2019 |
| -------------------------- | ---- | ---- | ---- | ---- | ---- | ---- | ---- | ---- |
| Einwohner                  | 411  | 304  | 276  | 252  | 192  | 212  | 235  | 255  |
| Quellen: Cassini und INSEE |      |      |      |      |      |      |      |      |

## Sehenswürdigkeiten
- Kirche Saint-Martial aus dem 12. Jahrhundert